# Gongora bufonia
Gongora bufonia é uma espécie de planta do gênero Gongora e da família Orchidaceae.

## Taxonomia
A espécie foi descrita em 1841 por John Lindley.
O seguinte sinônimo já foi catalogado:  
- Gongora irrorata  Hoffmanns.

## Forma de vida
É uma espécie epífita e herbácea.

## Conservação
A espécie faz parte da Lista Vermelha das espécies ameaçadas do estado do Espírito Santo, no sudeste do Brasil. A lista foi publicada em 13 de junho de 2005 por intermédio do decreto estadual nº 1.499-R.

## Distribuição
A espécie é encontrada nos estados brasileiros de Bahia, Espírito Santo, Minas Gerais, Pernambuco, Paraná, Rio de Janeiro, Santa Catarina e São Paulo.
A espécie é encontrada no domínio fitogeográfico de Mata Atlântica, em regiões com vegetação de mata ciliar, floresta ombrófila pluvial, mata de araucária e restinga.